# Наталия
Наталия (на латински: natalis – „родена“) е женско име. Чуждестранни аналози: на азербайджански: Natalya; на английски: Nataly; на беларуски: Наталля; на естонски: Natalie; на македонска литературна норма: Наталија; на испански: Natalia; на руски: Наталья; на полски: Natalia. Жените с това име празнуват имен ден на 26 август. Проникнало в България главно под сръбско и румънско влияние, а в по-ново време – под руско.